# 阿拉伯-努比亚地盾

阿拉伯-努比亚地盾的范围。西与撒哈拉元克拉通相邻。颜色表示岩石的地质年代(太古宙、元古宙)。

约570Ma，在红海裂谷诞生前潘诺西亚大陆中的阿拉伯-努比亚地盾。

阿拉伯-努比亚地盾(ANS)是红海侧面一片裸露的前寒武纪结晶岩地带。结晶岩的年代主要位于新元古代。地理上，ANS自北向南穿过以色列、巴勒斯坦、约旦、埃及、沙特阿拉伯、苏丹、厄立特里亚、埃塞俄比亚、也门和索马里。ANS的北部是撒哈拉沙漠和阿拉伯沙漠，南部位于埃塞俄比亚高原、沙特阿拉伯的阿西尔省和也门高原。
ANS也是人类一部分最早的地理成就的所在，主要由古埃及人在埃及和苏丹东北部的岩石中提取金时做出。埃及和北苏丹所有金矿都由古埃及人发现并开采。现存最早的地质图制成与1150 BCE，展示了东埃及的金矿分布；它也被称作杜林纸草地图。近年来也在苏丹、厄立特里亚和沙特阿拉伯发现了新的金矿。
古埃及人还在阿斯旺附近开采花岗岩，并将其顺尼罗河送到下游修建埃及金字塔。阿斯旺是火成正长岩的典型产地。罗马人遵循了这一传统，以埃及东部沙漠的北部为中心开凿了许多采石场，那里主要产出斑岩和花岗岩。
金、银、铜、锌、锡、铅等贵金属和工业金属在沙特阿拉伯的采掘史至少有5000年。最有生产力的矿坑在沙特阿拉伯马赫德·阿德达哈布县(“金子摇篮”)成百上千年来一直被开采，甚至和所罗门王的宝藏传说的起源相关。今日马赫德·阿德达哈布县的采矿业由沙特阿拉伯矿业公司Ma'aden主导。铁矿、钨矿、矿砂、铜和磷分布在许多地方。埃及东部沙漠和苏丹的矿产活动受到水资源和基础设施的限制。

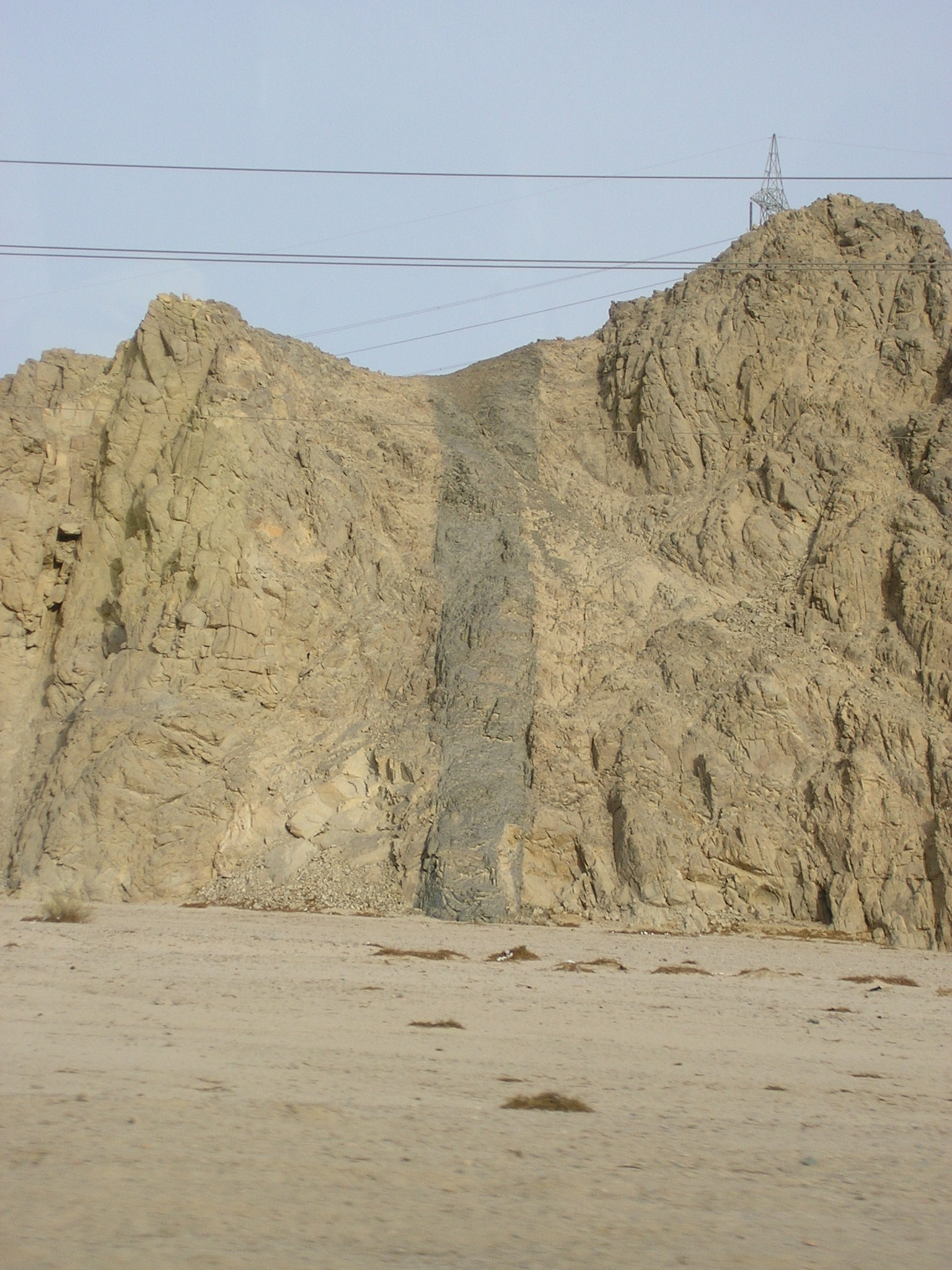
切断花岗岩的基性岩墙，阿拉伯-努比亚地盾

## 阿拉伯-努比亚地盾的发展

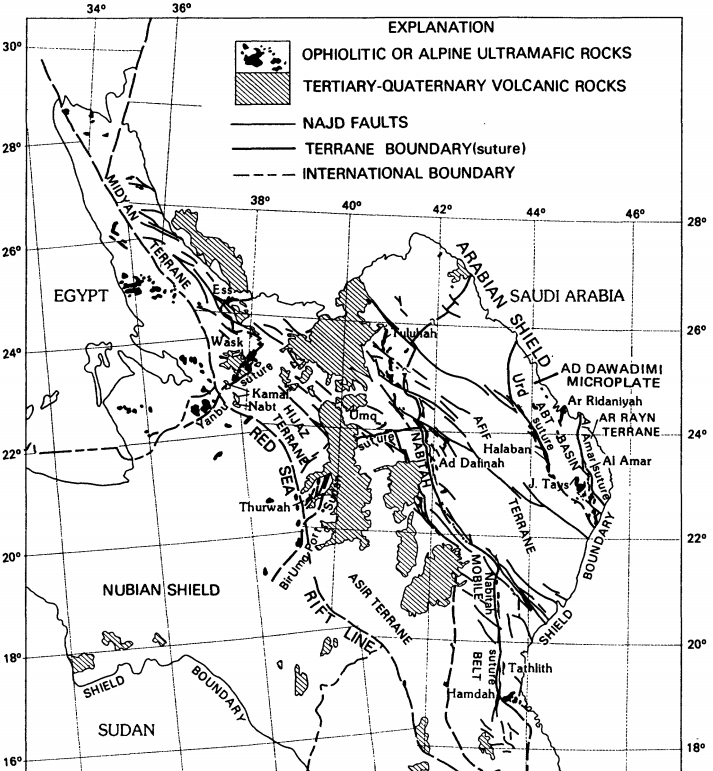
红海裂谷诞生前的阿拉伯-努比亚地盾

阿拉伯-努比亚地盾(ANS)是东非造山运动造山带的北半部，它在新元古代末期东西冈瓦纳大陆碰撞并合并为冈瓦纳大陆时形成。东非造山带是泛非造山运动的一部分，向南扩展到莫桑比克带。冈瓦纳大陆的合并与罗迪尼亚超大陆的分裂、莫桑比克洋的闭合与地盾的扩张于870Ma同时发生。这块地盾在接下来的300 Ma里不断生长，780 Ma开始逐渐吞并了岛弧汇聚区、地块和缝合带，最终在550 Ma停歇。同时，东非造山带变成了位于古特提斯洋南岸的被动大陆边缘。:289–325
阿拉伯-努比亚地盾可以被蛇绿岩套剪切带或缝合带精确地分割为不同的板块或地体。这些地块沿红海成对分布，自南起分别是纳克法(870-840 Ma)、阿西尔(785-720 Ma, 850-790 Ma)、哈雅(870-790 Ma)、吉达(870-760 Ma)、加加巴(735-700 Ma)、杰拜特(832-810 Ma)、希贾兹(870-807 Ma)、东部沙漠(810-720 Ma)和米德延 (780-710 Ma)。地盾西部是哈尔法(2.6-1.2 Ga, 750-718 Ma)和拜由达(806 Ma)地块，东部则有侯莱费(720 Ma)、哈伊尔(740 Ma)、阿菲夫(750-695 Ma, 840-820 Ma, 1.86-1.66 Ga)、代瓦迪米(695-680 Ma)和阿尔拉因(667 Ma)等地块。
关键的合并事件开始于780-760 Ma，以他巴拉-塔尔基剪切带、阿法夫片麻岩带和600km长、565km宽、吉达-哈雅和希贾兹-杰拜特地块间的杂蛇绿岩褶皱剪切带——Bi'r Umq-那卡西卜缝合带(780-760 Ma)的形成为标志。接着，在750-660 Ma，阿特穆尔-德尔格缝合带formed as 哈勒法地块蛇绿岩套推覆体是拜由达地块上的逆断层。同时，阿拉奇-赫雅尼-索尔和哈默德-敖尼布-延布缝合带形成，包括推覆体和沿杰拜特-希贾兹与东部沙漠地块和米德延地块间的东向剪切带分布的蛇绿岩地带。680-640 Ma期间， 600km长、5–30km宽的Hulayfah-Ad Dafinah-Ruwah缝合带formed between阿菲夫地块和西南边的地块。同时，阿费夫和代瓦迪米地块间的哈拉巴缝合带形成了哈拉巴蛇绿岩套片麻岩西向逆断层。另外阿尔·阿马尔缝合带, consisting of阿尔·阿马尔断层带with 蛇绿岩透镜体位于代瓦迪米和阿尔拉延地块间，而纳比塔断裂带在阿西尔地块内形成。最后的合并事件发生于650-600 Ma，当时Keraf缝合带，包括蛇绿岩套褶皱和剪切岩，在拜由达-哈尔法和杰拜特-加加巴地块间形成。
碰撞后事件有阿曼和沙特阿拉伯西部Huqf超群的形成(732-540 Ma)，在基底盆地上堆积的前1100 m包含斯图尔特冰期和马里诺冰期的杂礫岩和坠石等冰海沉积物。晚新元古代形成的片麻岩带和穹顶有阿拉伯地盾的Kirsh片麻岩和埃及东部沙漠的Meatiq片麻岩。晚新元古代剪切区包括内志断层系统和Oko剪切带(700-560 Ma)内的哈米桑那剪切带(665-610 Ma)、Ar Rika- Qazaz剪切带(640-610 Ma)。
广布东北-西南向岩脉群、东北-西南向普通断层和西北-东南走向沉积盆地，充满造山后磨拉石沉积等许多特征被归因于伸展构造末期的影响。
500 Ma之前的地壳弱化影响了大陆张裂，也即阿拉伯半岛和非洲大陆距离增加及渐新世初期红海盆地的形成。到那时，一部分古生代和中生代岩石已经被侵蚀了。实际上，1200km宽的ANS造山带都有现代的地壳构造，莫霍面深达35–45km。蒸发岩的后张裂沉积直到上新世还在出现，随后整个地区变为海洋环境。

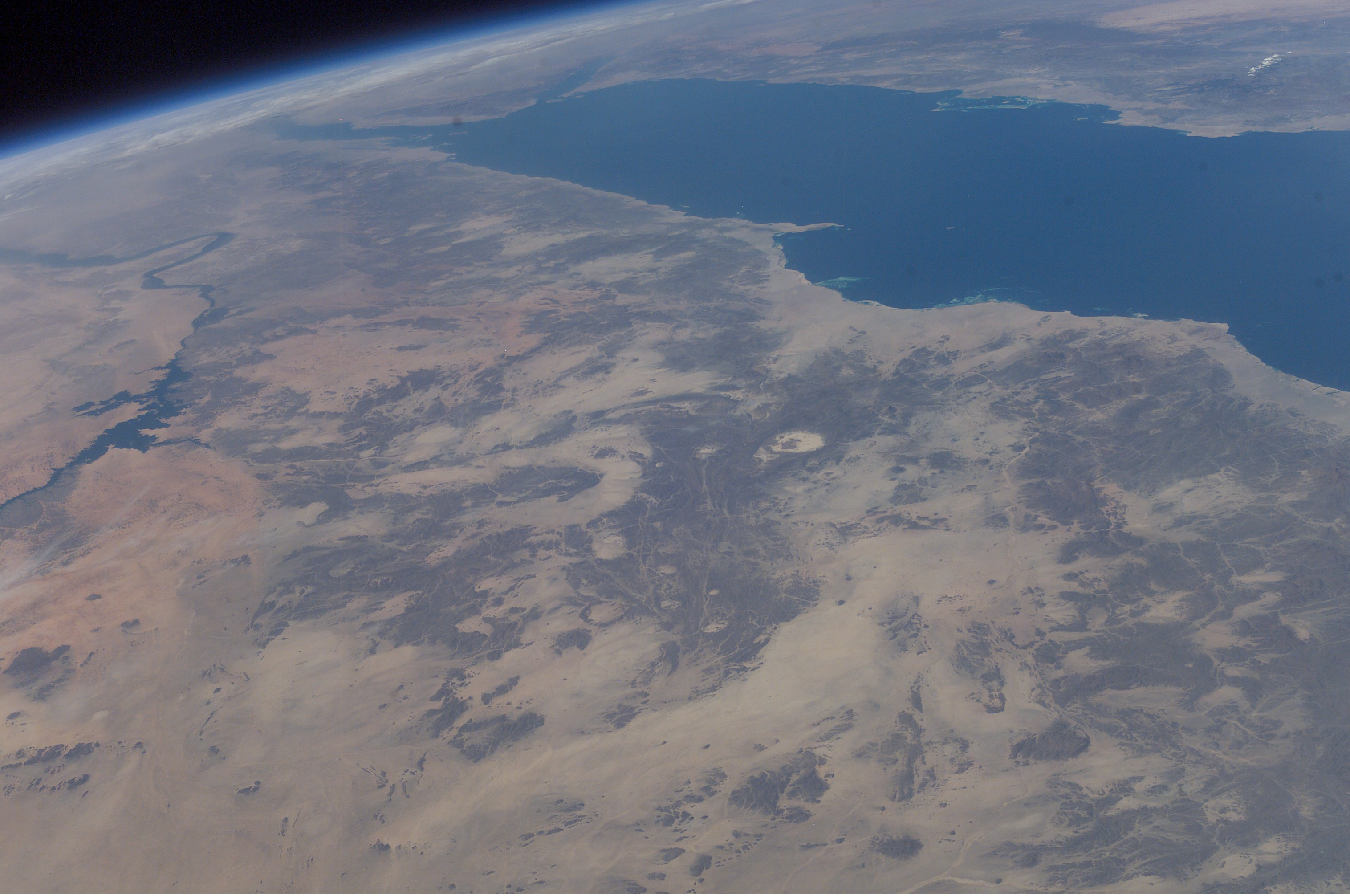
太空影像(ISS006-E-43186) of阿拉伯-努比亚地盾in东苏丹，朝向东北方向，背景为红海。图像中心南北走向的结构是哈米桑那剪切带。也能看到东埃及向北暴露的ANS，以及尼罗河(左)和阿拉伯(右)。

## 火山成因块状硫矿外部链接
- Hamama VMS deposit in Egypt
- Bisha VMS deposit in Eritrea
- Hassai VMS deposit in Northern Sudan （页面存档备份，存于）
- Jabal Sayid VMS deposit in Saudi Arabia （页面存档备份，存于）

## 阅读更多
- B. E. Abulnaga, 2010. 'Slurry Pipelines for Egypt and Sudan'. Mining Engineering. Society of Mining Engineers, March 2010 pp. 20–26.
- Barrie, C. T., Nielsen, F. W., and Aussant, C., 2007, The Bisha volcanic-associated massive sulfide deposit, Western Eritrea: Economic Geology, v. 102, pp. 717–738.